# God morgon alla barn
God morgon alla barn är en svensk TV-serie, skriven av Stina Sturesson och regisserad av Jens Jonsson, som hade premiär 7 november 2005.

## Handling
I det avlägsna lilla samhället Kroka börjar luciafirandet närma sig och på skolan bestämmer man sig i år för att rucka lite på traditionerna. Istället för att den sötaste tjejen som vanligt utses till lucia, ska man rösta ut kandidaterna en efter en. Och varför ska inte tjejerna kunna få delta i julspexet?
I dramats centrum står Gun, en traditionsbunden lärare på Krokbäckaskolan som i ett anfall av nytänkande är den som bestämmer sig för att ändra reglerna för luciaförfarandet. Hennes beslut får oanade konsekvenser för de i hennes närhet; Ann-Kristin som driver en bröllopssalong och är Guns raka motsats. Skolans rektor Bengt, som drömmer om pondus och en romantisk tillvaro med Gun. Einar, byns eldige pizzabagare som också är far till Karin, en av eleverna som gör uppror mot den nya ordningen. Under ytan ruvar invånarna i Kroka på sina väl bevarade hemligheter och snart inleds en händelsespiral där det dolda kommer upp till ytan och gamla invanda mönster och förhållanden hotar att brisera. Och mitt i alltihopa anländer den mystiske skolinspektören...

## Roller
- Gun - Lotta Tejle
- Bengt - Reine Brynolfsson
- Nettan - Caroline Nyström
- Karin - Kajsa Angleflod
- Ann-Kristin - Cecilia Frode
- Einar - Magnus Krepper
- Hillevi - Anki Larsson
- Skolinspektör Anton Karlqvist - Allan Svensson
- Ove - Claes Ljungmark
- Kent - Peter Carlberg